# Bundha
Bundha foi uma revista em quadrinhos criada por Newton Foot e Salvador na década de 1980.  A revista só durou dois números, mas ganhou o 3º Prêmio Angelo Agostini na categoria Lançamento. 
Os personagens principais da revista eram o epónimo Bundha, um afrodescendente de olhos fechados (semelhante a entalhes em madeira), em que Newton Foot fazia trocadilhos com "bunda", e o sapo Ran, criado por Salvador.